# 根こそぎフランケン
『根こそぎフランケン』（ねこそぎフランケン）は、押川雲太朗による日本の漫画作品。連載開始から2000年1月までは『近代麻雀オリジナル』で、以降は『近代麻雀』（竹書房）で連載されていた麻雀漫画である。単行本は全8巻。後に4巻以降の内容が『麻雀知将伝 vsフランケン』、『麻雀知将伝 vsフランケン決戦』というタイトルで廉価版（コンビニコミック）で再録された。

## ストーリー
物語は大きく三部に分かれる。主人公はフランケンだが、物語はフランケン以外(主に竹井)のキャラクターの視点で進むことが多い。
第1話で、凄腕の打ち手ながらその実力を隠して麻雀で稼いでいる竹井と豪運雀士フランケンが出会い、対決する。その後2人は行動を共にし、第6話までは2人がいくつもの雀荘を転々としながら稼ぐ話で、一話完結である。ギャグの要素が多い。
第1巻途中から第3巻までが「東京カジノ編」であり、もとは竹井の店であったカジノ「レネゲ」で開催されるコンビ打ち麻雀大会に竹井とフランケンが挑む。カジノ「レネゲ」に関連して、竹井と因縁のある江藤、ワニ蔵、田村、増本らが登場する。大会終了後、レネゲは経済的かつ物理的に崩壊。竹井は引退を決意し、フランケンと袂を分かつ。
第4巻から第8巻までが「世紀末ギャンブル黙示録編」であり、増本から金を持ち逃げした江藤がある町の資産家の松坂に目をつけ、その資産を奪おうと計画して作った高レート麻雀ルームを軸に物語が進む。引退していたはずの竹井、ひょんなことから家出していた松坂の娘を拾ったフランケン、高レートの場を嗅ぎつけたワニ蔵らが江藤の策謀によって集まり、それぞれの意志、目標を持って動いてゆく。しかし打倒フランケンのための竹井の計画によって江藤がリタイアすることになり、最後は竹井とフランケンの決戦となる。

## 主な登場人物
フランケン
天下無双の爆運男。本名、経歴一切不明で「これで国籍不明ならゴルゴですよ」とまで言われる。体が大きく怪力の持ち主。顔がフランケンシュタインの怪物に似ていることからその名で呼ばれる。
第1話で「麻雀プロになるために仕事をやめてきた」と言っているが、麻雀で稼いだ金自体には執着が無く、レートにもあまりこだわらない。ただ麻雀を打って勝ち続けることに喜びを感じている。
とにかくリーチをかけてツモって裏を乗せるというメンゼン、高打点の豪運雀士。ごく稀にあるダマ（主により高得点にするために待っている時）でも高打点。役満も珍しくない。それを象徴する台詞が「(ハネツモ条件の時は)リーチをかけて一発でツモって裏を3つのせてハネマンにするのが俺のセオリー」であり、当たり前のようにそれを実行している。一般人と打つとトップしかとらず、すぐに卓割れを起こす。勝つこと、勝つために打つことが当然（これは「自分は麻雀が下手だから、手を曲げるようなことをしたら神様がヘソを曲げていい手が入らなくなる」という信念によるもの）という考え方のため、空気を読んだり相手の事情・心情を察する能力に欠けており、愚直でトラブルメーカーの一面を持つ。
本人は「麻雀の神様にもらった手をアガっている」と述べているが、ワニ蔵に言わせれば「本能でどうすればアガれるかわかっている天才」であり、竹井に至っては「麻雀の神様そのもので麻雀打ちとして完璧」と評価している。
子供のように無邪気で、食う・寝る・（麻雀を）打つことだけを考えて生きている（千夏との出会いから女性にも興味はあるようだが、未成年でも構わず性交に持ち込もうとするなど倫理観に欠ける）。その天真爛漫な性格と雀力が周囲に与えた影響は小さくなく、ある時は「勝ちすぎないようほどほどに」という信念のもと腐って生きていた竹井を蘇らせ、またある時は周り全てに裏切られ人を信用できなくなっていた千夏の性格を明るくし、そして周到に用意された江藤の計画を二度に渡ってゆるがせた。しかしその人を信用しすぎる素直な性格は麻雀にもそのまま現れ、東京カジノ編決勝や新世紀ギャンブル黙示録編の最終決戦のように、一流の打ち手たちに包囲網を作られた場合それを抜け出す術を持たない（レネゲの決勝では竹井の助言を受けて初めて、江藤の麻雀ルームの決戦では竹井が降参したためにようやく破ることができた）。勝負に対する考え方は真摯で、負けた時にゴネたことはなく、千夏がイカサマでやられた時も「それはおれにもどうにもできんです」と勝負の結果を受け入れることを促した。一方で先述のように自分の勝ち金には興味が薄く、踏み倒されようとしても困った顔をするばかりであった。新世紀ギャンブル黙示録編の最後では、生まれて初めて家族を持つという希望を持たせてくれた千夏を心から愛するが、その非業の別れを「長く悲しんだり誰かを恨んだりするのは苦手です」と乗り越え、「勝って勝って勝ちまくるだけです」と高らかに宣言した。
竹井
世紀の天才ギャンブラー。麻雀だけでなくカジノのマネージメントでも一流の人物。その才能ゆえに他人を信用せず、弱者の気持ちの分からない不遜な性格だった。カジノ「レネゲ」のオーナーだったが竹井の性格につけこんだ江藤の謀略によって全てを失い、借金取りから逃げるように放浪していたところでフランケンに出会う。
東京カジノ編の大会を最後に引退を決意し隠居していたが新世紀ギャンブル黙示録編において江藤に唆され、またフランケンを越えたいという思いを再確認し、再び麻雀牌を取る。
かつては「コンピュータの竹井」と呼ばれており、他家の手牌や牌山に対する正確な読みを武器とする。放浪中は店や客に嫌われないように実力を隠し、派手に勝ちすぎない打ち方をしていた。

番外編『フラッシュバック』の主人公でもある。この作品は作者のオフィシャルサイトで公開されている。
スピンオフ作品の『レッツゴーなまけもの』の主人公でもある。また、やはりスピンオフ作品の『ダイナマイトダンディ ～地獄のワニ蔵～』でもワニ蔵と旧知の仲の、実力を持ちながら雀荘のおやじに甘んじているキャラとして登場している。
江藤
当世一流の策士。常に金儲けのチャンスを探している。最初はワニ蔵の雀荘に流れ込んだただの浮浪者だったが、竹井のカジノでディーラーをしていた田村を唆して裏切らせ、増本興業の資金協力を得て竹井から「レネゲ」を奪い取った。
東京カジノ編ではレネゲの支配人として活躍していたが、レネゲ崩壊ととも見切りをつけ、混乱に乗じて増本の金を持ち逃げした。
新世紀ギャンブル黙示録編では資産家の松坂を狙って計画を練っていたが、竹井によって失敗に追い込まれる。
常に遠大な計画を持って動き、動き始める最初から計画の終盤までを見据えている。その計算の中には、カモにする人物や計画に巻き込む人間の性格や麻雀の実力・権力・財力、時には自分にとって不確定要素にしかならない敵となる人物の存在までも組み込まれている。初めて竹井に会った時から「江藤勇一」を名乗るが、本名は不明。松坂の前でインチキ霊媒師をやっていた時には「鈴木収二」を名乗っていた。他人を評価する時以外の全ての発言が胡散臭くどこに人格の真実や目的があるのか一切わからない人物として描かれているが、多額の金を必要としていることは確からしく、ワニ蔵と田之倉には「自分の目的は日本に合法カジノを作ること、そのために巨額の資金が必要」と語ったことがある（それも真の目的かどうか不明だが）。松坂達を麻雀でカモったり一流の打ち手同士の思考や流れが読めていたりと一定以上の雀力を持ちあわせてはいるようだが、自身が選手として鉄火場に座るのは好まず「私は戦いの場を提供するだけ」と嘯いている。二年前のレネゲでの竹井とのいざこざや東京カジノ編で増本工業から恨みを買ったこと、松坂を騙そうとしていたことがバレるなど複数の人間から敵対視されているにもかかわらずその妖怪じみた洞察力と行動力、そしていざという時の備えにより物語の最後まで生存することになる。
ワニ蔵(本名　庭野茂蔵)
天上天下唯我独尊の自信家。雀荘のオーナーであり、麻雀打ちとしても超一流。代々当主が軍人を歴任してきた名家（家事はワニ蔵のことを子供時代からよく知っている「ばあや」が行っている）の子息であるため、彼を憎む筋者でもおいそれと手を出せない（もっとも、その名家の当主＝父親からは勘当同然の扱いをされているが）。
竹井とは旧知の仲であり、「東京カジノ編」では当初竹井と組んで大会に出るつもりでいたが、竹井がフランケンと組むと知って江藤のレネゲ側について田村とコンビを組む。田村の暴走により惜しくもフランケン包囲網を突破され敗れるが、その際、死を覚悟して決勝に臨む竹井とフランケンを死なせるのが惜しいと思ったのか増本のやり口が気に入らなかったのかもしくはただの気まぐれか（あるいはその全てか）レネゲをビルごと潰す暴挙に出る。
その後雀荘のオーナーに戻っていたが、田之倉から江藤の麻雀ルームの話を聞き参戦する。当初江藤はワニ蔵のこの動きを竹井・松坂包囲網の一端として組み込むつもりだったが、竹井の策略や自身の思惑により結果的に竹井側につきフランケン包囲網を形成した。
先述の通り麻雀打ちとしては作中屈指の実力者として描かれている。かつては「豪打樫原」「コンピューターの竹井」と共に「技師・ワニ蔵」として街の三強の一人と呼ばれていた。場の流れや対戦相手の心理状態を的確に読み切り「相手が最も嫌がる打牌・動き」を繰り返すことで「あがらせない場」を作り出し、そうやって手繰り寄せたツキで埋めようもない差を作り出すという麻雀を打つ。他家への嫌がらせのためなら差し込み・見逃し・ノーテンリーチとなんでもする。実生活上の性格もその麻雀スタイルによく似た破天荒・傍若無人・俺様体質であるが、その源泉は「誰よりも負けず嫌い」という気質から来ている。実際、無頼を気取って一本独鈷で権力者や実力者に噛み付いていることがあっても、レネゲの決勝や江藤の麻雀ルームの決勝卓等の重要な場面では常に勝率の高そうな方に与している。
一方で人並みの倫理観・義憤などもまだ持ち合わせているようであり、千夏を失ったフランケンに対しては竹井と同様にかける言葉を失い、その後千夏を殺害した門脇に対しては、自身が無関係であるにもかかわらずボコボコに叩きのめしたりもした。新世紀ギャンブル黙示録編の最後、「結局誰が一番強かったんだ」と疑問を呈するも竹井に躱される。
スピンオフ作品の『ダイナマイトダンディ ～地獄のワニ蔵～』の主人公でもある。
田村
竹井に匹敵する腕を持つ若い麻雀打ち。竹井の「レネゲ」で働いていたが江藤に唆されて裏切る。東京カジノ編ではワニ蔵と組んで竹井・フランケンの敵となるが、精神面の脆さを突かれて敗北する。
その後はマンション麻雀で稼いでいたが、江藤の配下にいた磯野に請われ、代打ちとなって麻雀ルームに参戦する。
大学時代から仲間内では麻雀が強かったらしく、おそらくは麻雀を理由として大学を辞める。その後竹井の仕切るレネゲのある街に現れ、当時ナンバーワンの打ち手であった竹井に勝負を挑むも連戦連敗を重ねる。とうとう借金で首が回らなくなり働き始めたレネゲでディーラーとして頭角を現し始めるもやはり麻雀では竹井に勝てず、竹井の傲慢な態度も相まって心中のわだかまりを膨らませていき、最終的には江藤の策略に乗りギャンブラーとしての竹井を直接葬った。その後も江藤の下ではナンバーワンの打ち手となっていたが、レネゲの決勝でその成長していなかった精神的な脆さを竹井につかれ惜敗。その後行方知れずとなった竹井を探すなどはしていなかったが、再戦を胸に「勝ち続ける」ことを自分に課し岡田のマンション麻雀で連戦連勝を重ねていた。江藤の麻雀ルームに磯野を通じて近づく際に調整中の竹井を叩き潰すも、それがかえって竹井の目を覚まさせる契機となり、その後松坂と磯野の打ち手としてぶつかった際には完全に互角の戦いを繰り広げた。レネゲの時とは違いその精神的な脆さが卓上に現れることはなく竹井自身も超一流の打ち手になったと認めるほどであったが、卓外での駆け引きに負け竹井に屈することとなった。これにより江藤の麻雀ルームから弾き出され話の本筋からも退場することとなったが、物語のエピローグにおいて再び岡田のマンション麻雀に現れる。「こりないね」と言う岡田に「他に何ができる、また一からやり直しだ」と宣言した。
樫原
竹井、ワニ蔵と並んで三強と言われた打ち手。「豪打 樫原」といわれる打撃系雀士。レネゲの大会で竹井・フランケン組と対決し敗れる。
スピンオフ作品の『ダイナマイトダンディ ～地獄のワニ蔵～』での登場シーンの方が多い。
また、第３巻末の番外編『錆びた刀』の主人公でもある。この作品は作者のオフィシャルサイトで公開されている。
増本
増本興業のボス。江藤の「レネゲ」奪取計画に資金面で協力した。その後は江藤のレネゲに資金協力をしていたが、大会後に江藤に金を持ち逃げされて失脚する。
田之倉
闇金業者。竹井に金を貸していた。東京カジノ編では竹井・フランケンコンビの優勝に期待して、竹井の借金を肩代わりしてサポートに回る。
その後はワニ蔵とともに行動し、ワニ蔵の雀荘のマネージャーや身の回りの世話を務めていた。

## 単行本
近代麻雀コミックスから全8巻完結。
| 巻    | 初版発行       | ISBN       | 収録                                                           |
| ----- | -------------- | ---------- | -------------------------------------------------------------- |
| 第1巻 | 1996年12月18日 | 4812451094 | 其ノ一〜其ノ六、東京カジノ編 Vol.1 - Vol.4                     |
| 第2巻 | 1997年10月27日 | 4812451515 | 東京カジノ編 Vol.5 - Vol.13                                    |
| 第3巻 | 1998年6月27日  | 4812452031 | 東京カジノ編 Vol.14 - Vol.20 +番外編「錆びた刀」               |
| 第4巻 | 1999年11月18日 | 4812453224 | 世紀末ギャンブル黙示録編 Act.1 - Act.9                         |
| 第5巻 | 2000年5月7日   | 4812453631 | 世紀末ギャンブル黙示録編 Act.10 - Act.18                       |
| 第6巻 | 2000年7月17日  | 4812454042 | 世紀末ギャンブル黙示録編 Act.19 - Act.28 +「走れ! てんちょう」 |
| 第7巻 | 2000年11月27日 | 4812454417 | 世紀末ギャンブル黙示録編 Act.29 - Act.36                       |
| 第8巻 | 2001年3月17日  | 4812454697 | 世紀末ギャンブル黙示録編 Act.37 - Act.44                       |